# Destination X 2016
Destination X 2016 è stato la dodicesima edizione dell'omonimo evento di wrestling prodotto dalla Total Nonstop Action e la quarta a non essere trasmessa sotto forma di pay-per-view. L'evento si è svolto il 12 luglio 2016 nella Impact Zone di Orlando (Florida).

## Risultati
| # | Match                                                                                 | Stipulazione                                                                            | Durata |
| - | ------------------------------------------------------------------------------------- | --------------------------------------------------------------------------------------- | ------ |
| 1 | DJZ ha sconfitto Andrew Everett, Braxton Sutter, Mandrews, Rockstar Spud e Trevor Lee | Six-man ladder match                                                                    | 05:53  |
| 2 | Bram ha sconfitto Abyss (con Crazzy Steve)                                            | Single match                                                                            | 04:05  |
| 3 | Sienna (c) (con Allie) ha sconfitto Gail Kim, Jade e Marti Bell                       | Fatal four-way match per il TNA Knockouts Championship                                  | 04:30  |
| 4 | DJZ ha sconfitto Mike Bennett (con Maria Kanellis)                                    | Single match                                                                            | 05:31  |
| 5 | Drew Galloway vs. Ethan Carter III è terminato in no-contest                          | Unsanctioned match                                                                      | 03:37  |
| 6 | Lashley (c) vs. Eddie Edwards (c) (con Davey Richards) è terminato in no-contest      | Single match per il TNA World Heavyweight Championship e il TNA X Division Championship | 10:45  |